# Signilskär - Märket
Signilskär - Märket este o arie protejată (arie specială de conservare — SAC, sit de importanță comunitară — SCI, arie de protecție specială avifaunistică — SPA) din Finlanda întinsă pe o suprafață de 22.547,99 ha, integral pe uscat.

## Localizare
Centrul sitului Signilskär - Märket este situat la coordonatele 60°14′59″N 19°17′49″E / 60.249722°N 19.296944°E.

## Înființare
Situl Signilskär - Märket a fost declarat arie de protecție specială avifaunistică în august 1998 pentru a proteja 6 specii de animale. Alte tipuri de protecție:
- sit de importanță comunitară (în septembrie 1998)
- arie specială de conservare (în decembrie 2015)[1][3][4]

## Biodiversitate
Situată în ecoregiunea boreală, aria protejată conține 16 habitate naturale: Păduri caducifoliate de mlaștină fino-scandinave, Liziere de ierburi înalte hidrofile de câmpie și de nivel montan până la alpin, Mlaștini împădurite, Pante stâncoase silicioase cu vegetație casmofită, Insulițe și insule mici din Baltica boreală, Lagune de coastă, Alvar nordic și șisturi calcaroase precambriene, Pajiști uscate seminaturale și facies de acoperire cu tufișuri pe substraturi calcaroase (Festuco-Brometalia) (* situri importante pentru orhidee), Mlaștini turboase de tranziție și turbării mișcătoare, Recifuri, Pajiști uscate europene, Pante stâncoase silicioase cu vegetație casmofită, Faleze cu vegetație de pe coastele atlantice și baltice, Pante stâncoase calcaroase cu vegetație casmofită, Vegetație perenă pe țărmurile stâncoase, Vegetație anuală la limita mareei.
La baza desemnării sitului se află mai multe specii protejate:
- păsări (5): ciuf de câmp (Asio flammeus), Branta leucopsis, sfrâncioc roșiatic (Lanius collurio), chiră de baltă (Sterna hirundo), Sterna paradisaea
- mamifere (1): Halichoerus grypus

Pe lângă speciile protejate, pe teritoriul sitului au mai fost identificate 2 specii de plante, 2 specii de păsări.